# Miniatürk
Miniatürk er en miniaturepark i den tyrkiske by Istanbul på den europæiske side i bydelen Beyoğlu. Med et areal på seks hektar hører den til verdens største af sin slags.
Parken er en af Istanbuls seværdigheder og ligger for enden af Det gyldne Horn. I parken kan de besøgende fra en sti se mere end 105 skalamodeller fra forskellige tidsperioder fra Anatolien. Ved modellerne er der skilte med beskrivelser på flere sprog. Parken råder desuden over en restaurant og en hovedbygning med salg af merchandise. 
Miniatürk er som normalt for miniatureparker anlagt udendørs. Hovedindgangen er placeret lidt højere end modellerne, hvilket gør det muligt at se hele parken derfra. Til de mest berømte modeller hører mange seværdigheder og vigtige bygningsværker fra det nuværende Tyrkiet som Anıtkabir, Atatürk Stadion, Topkapi-paladset og Hagia Sophia. Også modeller af forsvundne bygningsværker som mausoleet i Halikarnassos og Artemistemplet i Efesos er repræsenteret. Dertil kommer enkelte modeller af seværdigheder fra andre lande som Alabastermoskeen i Egypten og Klippehelligdommen i Israel.